# Siculodes
Siculodes is een geslacht van vlinders van de familie venstervlekjes (Thyrididae), uit de onderfamilie Siculodinae.

## Soorten
- S. aurorula Guenée, 1858
- S. avicula Guenée, 1877
- S. eurymenana (Walker, 1865)
- S. falcata Felder, Felder & Rogenhofer, 1875
- S. mediula Guenée, 1877
- S. satellifera (Gaede, 1936)
- S. straminula Pagenstecher, 1892
- S. transversa (Walker, 1865)